# 콘깬 공항
콘깬공항 (태국어:ท่าอากาศยานขอนแก่น) IATA: KKC, ICAO: VTUK는 태국의 콘깬주 콘깬시 근처에 있는 공항이다.

## 항공사 및 목적지
| 항공사           | 목적지                                     |
| ---------------- | ------------------------------------------ |
| 녹에어           | 방콕(돈므앙)                               |
| 타이 에어아시아  | 방콕(돈므앙), 치앙마이, 핫야이, 라용, 푸껫 |
| 타이 라이언 에어 | 방콕(돈므앙)                               |
| 타이 스마일 항공 | 방콕(수완나품)                             |

## 2021 공항 승급
콘깬공항은 2017년에 약 2백만명의 승객을 처리하면서, 2013년 이후 매년 연평균 20 %의 성장률을 보였다. DOA ( Department of Airport)는 2011년까지 콘깬 공항을 개선하기 위한 양해 각서 (MOU)에 서명했다. 20억 바트 프로젝트는 승객 정원을 연간 280만명에서 500만명으로 늘릴 계획이다. 터미널은 시간당 1,000-2,000 승객들을 수용하기 위해 16,500m 2에서 44,500m 2으로 확장 할 것이다.

## 외부 링크

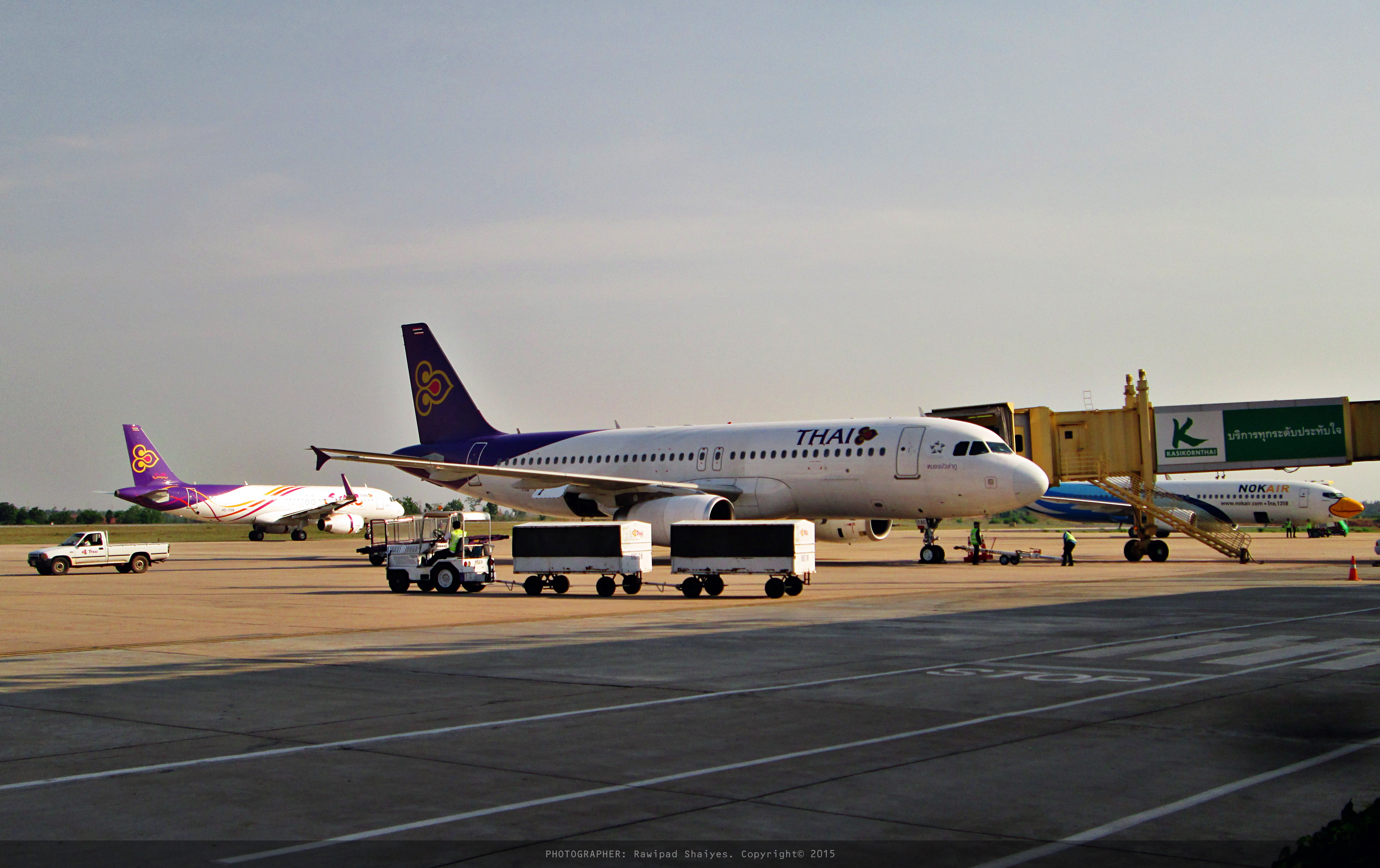
콘캔 공항 국제 타이 항공

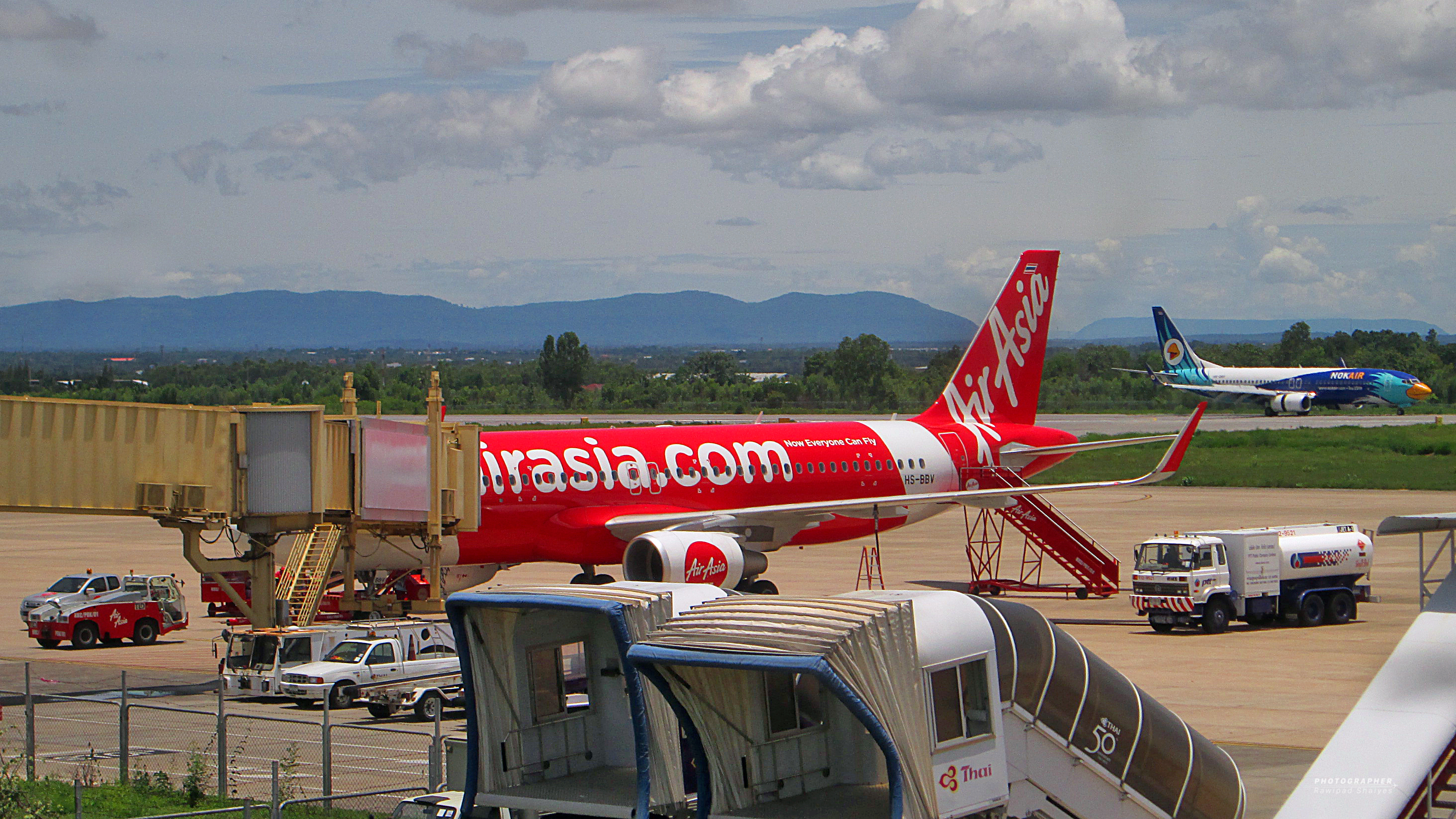
타이 에어 아시아 A320-200